# IC 2204
IC 2204 је спирална галаксија у сазвјежђу Близанци која се налази на листи објеката дубоког неба у Индекс каталогу.
Деклинација објекта је + 34° 13' 53" а ректасцензија 7h 41m 18,1s. Привидна величина (магнитуда) објекта IC 2204 износи 14,5 а фотографска магнитуда 15,2. IC 2204 је још познат и под ознакама UGC 3965, MCG 6-17-26, CGCG 177-43, IRAS 07380+3420, PGC 21581.